# Kleine Stadt
Kleine Stadt ist die vom Liedermacher Hannes Wader übertragene Version von The Town I Loved So Well des Songwriters Phil Coulter, das Wader auch in einer französischen Version aufnahm.

## Inhalt
Anders als bei anderen Übernahmen Waders von englischen Liedern, bei denen er eng am Originaltext bleibt, besingt er hier autobiographisch ausschließlich seine Erinnerungen an das elsässische Städtchen Weißenburg (Wissembourg) und die Aufenthalte dort mit seinen Freunden im Restaurant du Cygne (Der Schwan). Er erinnert sich an gemeinsam gesungene Lieder, Geschichten und den Wein von Cleebourg. Im Laufe der Zeit hat sich die Stadt verändert und Freunde sind verstorben. Wader endet mit der Frage, wer später noch ihre Lieder singen wird.

## Original
Phil Coulter schrieb das Lied 1973 auf Anregung von Luke Kelly von den Dubliners über seine Heimatstadt Derry während des Nordirlandkonflikts, speziell den Blutsonntag. Er besingt zunächst seine Kindheit in der Stadt, bevor er auf die Unruhen in der Stadt eingeht. Er beklagt die Gewalt, die mit der Stationierung des Militärs einhergeht. Am Ende betet er für einen Neuanfang.

## Aufbau
Das Lied besteht aus vier Strophen mit je acht Versen. Es gibt keinen Refrain, wobei im Original am Strophenende jeweils die Titelzeile wiederholt wird.

## Musik
Das Lied steht im 4/4-Takt. Der Tonumfang beträgt eine Undezime. Es steht in E-Dur und verwendet die dazugehörigen Dur-Akkorde sowie zwei parallele Moll-Akkorde. Die Melodie beginnt auf der Terz und geht zunächst von der Quinte mit einem Quintsprung bis zur None. Nach einer leicht variierten Wiederholung beginnt der zweite Teil auf der Quinte und geht mehrfach bis zur Undezime, bevor der erste Teil wiederholt wird und auf dem Grundton endet. Das Tempo variiert zwischen den einzelnen Aufnahmen: Die erste Version hatte etwa 64 bpm, andere etwa 72 bpm und die Version mit Allan Taylor kommt auf etwa 88 bpm.

## Veröffentlichungen
- 2001: Wünsche[2]
- 2003: Mey, Wader, Wecker – das Konzert[3]
- 2004: Petit Ville (französische Version, bearbeitet von Lydie Auvray auf dem Album … und es wechseln die Zeiten)[4]
- 2013: Old Friends in Concert (mit Allan Taylor)[5]
- 2017: Abschiedstour[6]